# Twoloud
twoloud est un duo de disc jockeys et producteurs allemands formé en 2013.
Le groupe est composé de Dennis Nicholls (D-Style), et de Manuel Reuter, mixant alors sous le pseudo Manian avant de rejoindre le groupe à sa création.
Big Bang, Move, Goin Down, ou encore leur remix du titre Dare You de Hardwell, sont leurs productions les plus connues, et le duo est propriétaire de leur label : Playbox Music.

## Discographie

### Singles
- 2013 : Big Bang [Musical Freedom]
- 2013 : Traffic (Tiësto Edit) [Musical Freedom]
- 2014 : Rockin (avec Julian Jordan) [Spinnin Records]
- 2014 : Track One [2L Music]
- 2014 : Drop It Like This [Musical Freedom]
- 2014 : Rock The Place (avec Danny Avila) [Musical Freedom]
- 2014 : Greatest DJ [Mainstage Music (Armada Music)]
- 2014 : I'm Alive [Smash The House]
- 2014 : Dope [Flamingo]
- 2014 : Twisted [DOORN (Spinnin)]
- 2014 : We Are The Ones [Musical Freedom]
- 2014 : Goin Down (avec Deniz Koyu) [Spinnin Records]
- 2014 : Get Down [Dim Mak Records]
- 2015 : The Biz [Playbox]
- 2015 : Outside World [DOORN (Spinnin)]
- 2015 : The Drums (avec Sonic One) [DOORN (Spinnin)]
- 2015 : Right Now [Mainstage Music (Armada Music)]
- 2015 : Color Pop [Playbox]
- 2015 : Move (Showtek Edit) [Skink]
- 2015 : Higher off the Ground [Playbox]
- 2015 : Objectif (avec Mojjjo, Mind'CD) [Size Records]
- 2015 : Perfection (avec Qulinez) [Wall Recordings]
- 2015 : Hope (avec Bounce Inc.) [Doorn Records]
- 2015 : Maji (avec Kaaze) [Revealed Recordings]
- 2015 : One More (avec Konih) [Fly Eye Records]
- 2016 : Work It (avec Cranksters) [Doorn Records]
- 2016 : Affected [Playbox Music]

### Remixes
- 2013 : Plastik Funk - Let Me See Ya (twoloud Remix) [Tiger Records]
- 2013 : Binary Finary - 1998 (twoloud Remix) [Armada Music]
- 2014 : Ivan Gough, NERVO, Beverley Knight - Not Taking This No More (twoloud Remix)  [SPRS]
- 2014 : Steve Aoki, Linkin Park - A LIGHT THAT NEVER COMES (Twoloud Remix) [Dim Mak]
- 2014 : Hardwell, Matthew Koma - Dare You (Tiesto vs Twoloud Remix) [Revealed]
- 2014 : Tiesto - Red Lights (twoloud Remix) [Virgin Records Ltd]
- 2014 : Galantis - You (Tiësto vs. Twoloud Remix) [Big Beat Records]
- 2014 : Rank 1 - Airwave (twoloud Remix) [Big & Dirty (Be Yourself Music)]
- 2014 : The Chainsmokers, sirenXX - Kanye (Steve Aoki Vs. Twoloud Remix) [Dim Mak]
- 2015 : Lars Pager, Derek Hake - Onyx (twoloud Edit) [Playbox]
- 2015 : Fragma - Toca Me (twoloud Remix) [Tiger Records]
- 2015 : Tomo Hirata, Jonny Rose, Hotlife - One Last Time (twoloud Sofia to Tokyo Edit) [Playbox]
- 2015 : Zedd ft. Jon Bellion - Beautiful Now (twoloud Remix) [Interscope]
- 2015 : Cosmo & Skoro - Bingo (twoloud Edit) [Playbox]
- 2016 : DJ Kuba & Neitan - ROCK! (twoloud Edit) [Playbox]
- 2016 : Sonic One - Punk (twoloud Edit) [Fly Eye]
- 2016 : twoloud - Boston (twoloud & Denine Edit) [Playbox]
- 2016 : Tim3bomb - Get Money (twoloud Remix) [Playbox]